# Жынгылды (Мангистауская область)
Жынгылды (каз. Жыңғылды, до 1992 г. — Куйбышево) — село в Мангистауском районе Мангистауской области Казахстана. Административный центр Жынгылдинского сельского округа. Находится примерно в 33 км к западу-северо-западу (WNW) от села Шетпе, административного центра района, на высоте 130 метров над уровнем моря. Код КАТО — 474637100.

## Население
В 1999 году население села составляло 1939 человек (979 мужчин и 960 женщин). По данным переписи 2009 года, в селе проживало 2278 человек (1190 мужчин и 1088 женщин).